# マリー＝テレーズ・スュブリニ

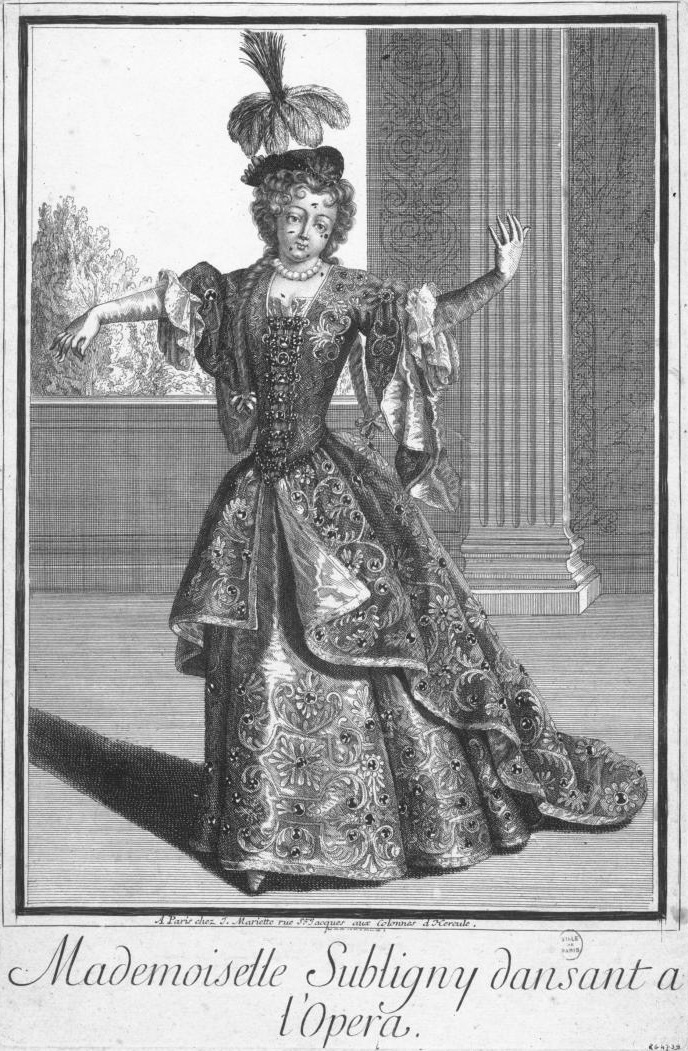
マリー＝テレーズ・スュブリニ（作者不詳）

マリー＝テレーズ・スュブリニ（Marie-Thérèse Perdou de Subligny、1666年7月 – 1735年頃）は、フランスのバレエダンサーである。史上初の職業的女性ダンサーといわれるラ・フォンテーヌに続いて舞台に立った職業的な女性ダンサーであり、「バレエの女王」と高く評価された。

## 生涯
パリの生まれ。スュブリニは1690年にパリ・オペラ座で舞台デビューし、リュリやアンドレ・カンプラの作品で主役を務め、「バレエの女王」と高く評価された。
スュブリニは1699年に、当代最高の美男ダンサーといわれたクロード・バロンとともにロンドンの舞台に立ち、イギリスの観客の前で踊った史上初の職業的な女性ダンサーとなった。スュブリニがバロンと組んで踊ったデュエットのうちいくつかは、ラウール＝オージェ・フイエが考案した舞踊記譜法で記録が残されているため、再現が可能である。
スュブリニは、フランスにイギリスのジグを紹介した人物といわれる。彼女は1705年までパリ・オペラ座で主役級の役柄を踊り、1705年までその地位にあった。死没の時期は、1735年頃とされている。